# スライムの野望
『スライムの野望』（スライムのやぼう、英題：Ambition of the Slimes）は、インディーゲームスタジオのアルタイルワークスが開発したシミュレーションRPG。iOS、Android、PlayStation Vita、ニンテンドー3DS、Nintendo Switch、Steam向けに発売されたが、このうちiOS、Android、PlayStation Vita版は配信を終了している。

## 概要
ゼリー状の怪物であるスライムたちが徒党を組み、人間たちとの戦いを繰り広げる物語。スライムたちは基本能力は低いものの、敵の口から体内に入ってのっとる（操る）力を持っており、これを駆使して敵軍キャラクターを味方に付けながら攻略を進めることになる。ゲームシステムはターン制ストラテジーの方式をとり、クォータービューで表示された段差のあるフィールドで戦闘が行われる。
開発元のアルタイルワークスは、本作の前にインパクト重視のカジュアルゲームを配信してきたが、それらの反動から王道的なゲームを作りたいという考えに至り、同サークルの2人が以前に開発に参加していたシミュレーションRPGのジャンルを題材とした。

## システム
ステージ開始前に出撃するスライムを選択する。出撃可能なスライムの最大数はステージにより異なる。同種のスライムを複数選択することもできるが、「ザコスライム」を除き出撃数に上限がある。なお、iOS版とAndroid版では出撃させたスライムに「疲労度」が蓄積されていき、この値が100を超えると出撃できなくなる。疲労度は時間経過とともに少しずつ減少するほか、課金により入手できるスタミナ回復アイテム「疲労回復薬」「秘石」を用いることで解消される。
スライムと敵ユニットは火、草、水、太陽のいずれかの属性を備えている。これらは後述のように戦闘時やのっとり時に影響する。
敵へ攻撃する際のダメージ数は、自軍ターンの攻撃時のほうが敵軍ターンの反撃時よりも多い。また、敵よりも高い位置にいる場合と属性が有利な場合はより多くのダメージを与える。属性は火・草・水が「火＞草＞水＞火」の三すくみの関係になっているほか、太陽属性は全ての属性に対して有利に働く。
スライムは種族ごとに個別の特殊能力を有しているが、のっとる能力は全てのスライムで共通している。のっとりは、敵ユニットに隣接し「のっとる」のコマンドで実行する。成功確率は敵ユニットごとに異なり、のっとりが不可能な敵ユニットもいる。なお、自身と同じ属性を持つ敵ユニットをのっとった場合はステータスが上乗せされる。
ステージクリア後には、新たなスライムが一定確率で仲間になる。また、出撃したスライムたちには経験値が入り、一定値を超えてレベルアップすると各種ステータスが上昇する。クリア時に残っていたスライムはより多くの経験値を得られる。このほか、初回クリア後には敵の配置や仲間になるスライムが変更された5つのレベルの「チャレンジ」モードが開放される。
Nintendo Switch版では、本編クリア後に、人間のキャラクターを操作してスライムたちと戦うシナリオが展開する「ニンゲンモード」が開放される。このモードでは、敵のスライムが通常モード時のように人間にのっとりを仕掛け、のっとられた人間は操作不能となる。

### ジェム
ios版とandroid版に存在していたシステム。エリアごとにチャレンジLv.1を全てクリアすると獲得でき、特殊な効果が得られる。
スタールビー(バレアレス王国)
全スライムの獲得経験値を25%アップ。
アクアマリン(イベリア教会領)
1枠目のスライムの獲得経験値を2倍にする。
ファイヤーオパール(ガリシア共和国)
全スライムの疲労度の回復速度を70%アップ。
ペリドット(カナリアス諸島)
2枠目のスライムはバトル勝利時に疲労度が増えない。
アクアマリン(新大陸)
3枠目のスライムはその戦闘の間だけ太陽属性になる。
シトリン(ランカスター領)
バトルで倒されたスライムも生き残った場合と同じ経験値がもらえる。
エメラルド(魔女の住む森)
4枠目のスライムは特殊能力の回数が1上がる。

## 登場ユニット

### スライム
ザコスライム
敵の移動を遅くするスローが使え、何匹でも出撃可能。
キャロットン
乗っ取る確率が他のスライムの5倍。
スピードランナー
味方の移動力を1上げるスピードを使える。
　マホウスライム
乗っ取ったユニットの魔法を無限に使えるようになる。
ベタベタン
敵の動きを封じ、乗っ取り確率を上げるべたべたを使える。
ガッツスライム、フェニックス
乗っ取ったユニットが倒されても一度だけ復活でき、フェニックスは回数制限無し。
ヘルメス、スーパーヘルメス
乗っ取ったユニットが生きていれば次のバトルでの引き継ぐことができる。スーパーヘルメスは複数回引き継げる。
マゴノテ、マゴハンド
敵からダメージを受けると体力が半分になって分裂する。マゴハンドは分裂したものももう一度分裂できる。
ウィングスライム
移動力が高く、水の上と高い崖をも動ける。
メルメル、スーパーメルメル
敵の装備を溶かし、しばらく弱体化できて乗っ取りやすくなる。スーパーメルメルはメルメルで溶かせない相手にも効く。
ワープスライム
どこにでも瞬間移動できる。
テレポーター、テレポーターネオ
隣接している自分以外のユニットを敵味方問わず好きな場所に瞬間移動できる。ネオは複数回瞬間移動可能。
ノットラー
乗っ取り確率が不可能、0%以外のユニットを必ず乗っ取れる。
スケベースライム、スーパースケベー
女性キャラを乗っ取ると能力値が上がり、服を溶かされた状態だと更に強くなる。スーパースケベーはメルメル同様敵の装備を溶かせる。
タイマスライム、アンチマジック
魔法で受けるダメージを半減し、乗っ取っても効果は消えない。アンチマジックはダメージを無効化するが、一度魔法で攻撃してきた敵から二度と狙われなくなる。
アタックスライム、ガードスライム、マジックスライム
それぞれ乗っ取ったユニットの攻撃力、防御力、魔力を上げる。
リーチスライム
乗っ取った遠距離ユニットの射程を1伸ばす。
メタルスライム
防御力が高く敵に狙われやすい。
スライムサン
全ての属性に有利な太陽属性を持つ。
イレギュラー
敵を乗っ取った後、もう一度行動できる。
アタッカー、ディフェンダー、ソーサラー
それぞれ味方の攻撃力、防御力、魔力を上げることができ、乗っ取っても上昇させられる。
インビジブル
透明を使うことができ、3ターンの間敵から見つからなくなり反撃も受けない。

### 敵ユニット
農民、鉱山夫
戦闘力が低い最弱のユニット。男性のみ存在。
盗賊
農民より戦闘力が少し高く、移動力も1高い。男性のみ存在。
イザベラ
バレアレス王国に拠点を構える盗賊の女親分。敵の装備を複数回奪える。
商人、町娘
戦闘力は低いが商人は「賄賂」でしばらくの間敵を寝返らせることができる。町娘の「色仕掛け」は男性にのみ効果がある。
剣士
盗賊と同じ移動力で戦闘力も高い。
騎兵
ガロンと呼ばれる獣に乗り、移動力が高く乗っ取りにくい。男性のみ存在。
アーマー
防御力が高く乗っ取りにくいが、移動力が低い。男性のみ存在。
魔法使い、上級魔法使い
魔法で遠くの複数の敵を攻撃できる。上級は範囲も回数も上だが乗っ取りにくい。女性のみ存在。
神官、巫女
攻撃はできないが味方一人(巫女は広範囲)の体力を回復できる。女性のみ存在。
忍者、くのいち
移動力が高く、高い段差を乗り越え水の上も歩けるが乗っ取りにくい。
武道家
剣士よりも強く、乗っ取りにくい。
弓兵、ガンマン、槍兵
2マス先の相手を狙えるうえ、近距離ユニットからの反撃を受けない。弓兵は女性、ガンマンは男性のみ存在。
射撃手
かなり遠くの敵を狙える。女性のみ存在。
大砲兵
攻撃力が高く、遠距離から広範囲を狙えるが移動力が低く攻撃回数に制限がある。
バレアレス
イベリア大陸の英雄。戦闘力が剣士よりかなり高い。
サヤカ
イベリア教会領に住む天才魔法少女。上級魔法使いよりも強く、乗っ取るとテレポートも使える。
ガリシア装甲兵
アーマーよりも防御力が高く、スーパーメルメルでないと溶かせない。男性のみ存在。
ゴーレム
移動力は低いものの戦闘力が非常に高くかなり乗っ取りにくい。
下級魔
魔族が使役する魔物。緑は攻撃力が高く青は強力な魔法を使う。かなり乗っ取りにくい。
カナリアス魔族、エウロペ魔族
スライム同様人間を乗っ取りパワーアップできる。エウロペ魔族は乗っ取った後再び行動可能。
バロア親衛隊
バロア王国の精鋭女性剣士。防御力が低い代わりに攻撃力がすごく高い。スーパーメルメルでないと溶かせない。
バロア王
バロア王国の王。戦闘力はかなり低いものの、1ターンだけ敵を寝返らせる「王の命令」が使える。
賢者
ランカスター領に住む魔法使いの老人。乗っ取る事は不可能で、単体しか狙えないものの遠くの敵に強力な魔法で攻撃できる。
体力はかなり低いが、受けるダメージを1桁に抑える。
ドラゴンナイト
全ての状態異常が効かず、高い段差を乗り越えられる魔族。戦闘力はかなり高い。
魔女
スライム達の同行を監視している魔族で、女王の部下。何度でも魔法を使うことができ、魔法攻撃は効かない。
魔スライム
女王によって作られた魂を持たないスライム。成長はせず、自我も無いが魔族をも乗っ取る事ができ、こちらが乗っ取ったユニットもスライムを押しのけて乗っ取る。
女王
魔女達の女王で、本作のラストボス。高範囲を魔法で攻撃する。魔法は効かず状態異常も通じない。
下着、裸
装備を溶かされたユニット。戦闘力が落ちたが異性をしばらく寝返らせられる「魅了」が使える。スーパーメルメルは敵を裸にでき、更に弱体化されスケベースライムで乗っ取ると下着状態よりも強くなる。
ios、android版以外では裸は削除され、名称も「水着」に変更。スーパーメルメルで溶かすと水着状態と敵の寝返りが5ターン持続する。

## エリア
バレアレス王国
英雄バレアレスによってイベリア大陸の外れに建国された小国。
イベリア教会領
革命で滅んだ旧王国の跡地をイベリア魔法教会が管理。
ガリシア共和国
科学が発達し、鉄砲や大砲を持った兵が多く住む。
カナリアス諸島
イベリア大陸から西にある島々で、少数の島民と人間を乗っ取る魔族が住む。
新大陸
イベリア大陸から遠く離れた新大陸で、バロア王国が存在。人間を乗っ取ってすぐに行動できる魔族も住んでいる。
ランカスター領
バロア王国の隣の雪原地帯。強力な魔法を持ち、乗っ取り不可能の賢者が住む。
魔女の森
最終エリア。魔女の女王の拠点で、彼女達に魂を抜かれた人間が立ちはだかる。
30年後の島
Switch版限定で、魔女の森クリア後に解放される。イベリア大陸の東にある小さな島で、住民達が次々と姿を消している。ここでは人間を操作し、スライムに乗っ取られないよう全滅させる。